# エドウィン・ウォーカー
エドウィン・アンダーソン・ウォーカー（Edwin Anderson Walker、1909年11月10日 - 1993年10月31日）は、アメリカ合衆国の軍人、陸軍少将。その右翼主義傾向と、リー・ハーヴェイ・オズワルドによって暗殺が企てられたことで有名である。

## 経歴
エドウィンはテキサス州センターポイントで生まれ、1927年にニューメキシコ州のミリタリー・スクール（士官学校を模した教育を施す高校）を卒業した。その後彼はアメリカ陸軍士官学校に入学し、1931年に卒業した。第二次世界大戦中に、エドウィンはイタリアでカナダ・アメリカ軍混合編成の奇襲部隊「悪魔の旅団」を指揮した。1944年8月にエドウィンの部隊はコート・ダジュールのイエール島に降下し、強力なドイツ軍守備隊を排除した。
エドウィンは朝鮮戦争で再び戦闘を指揮し、続いてアーカンソー州リトルロックのアーカンソー軍管区の指揮官となる。アーカンソー時代に彼はリトルロック中央高校の人種差別待遇を廃止するドワイト・D・アイゼンハワー大統領の命令を実行した。 
1959年にエドウィンは第24歩兵師団の指揮官としてドイツに派遣された。しかしながら1961年になると彼は論争に没頭するようになる。エドウィンは、ジョン・バーチ・ソサエティから提供された右翼文学を彼の師団の兵士に配布したことで非難された。さらに彼の「ハリー・S・トルーマン、エレノア・ルーズベルト、ディーン・アチソンは「明確にピンクだった」」という発言が「Overseas Weekly」紙に引用された。国防長官ロバート・マクナマラはエドウィンを解任し、彼は諮問委員会に呼び出された。エドウィンは同年11月2日に軍を辞職した。 
エドウィンはその辞職前の1961年9月にも、人種隔離が行われていたミシシッピ大学へアフリカ系アメリカ人のジェームズ・メレディスが入学しようとしたことに対して抗議デモを組織したことがあった。翌年、エドウィンはテキサス州知事選へ出馬したが、6名の候補で争われた予備選挙で敗北した。この選挙ではジョン・コナリーが当選している。

## 暗殺未遂
エドウィンがリー・ハーヴェイ・オズワルドによって狙われ始めたのはこの頃からであった。1963年2月、エドウィンは「オペレーション・ミッドナイト・ライド」"Operation Midnight Ride" と呼ばれる反共産主義の旅行において伝道者達と協力することで、新聞の一面を飾っていた。
オズワルドはエドウィンを監視し始める。彼はエドウィンの自宅と付近の鉄道線路の写真（恐らく逃走路を計画するための）を撮影した。使用したカメラはオズワルドの妻マリーナが彼を裏庭で撮影した物と同じカメラであった。彼はまた別名のA・ハイデルを使ってライフルを通信販売で注文した（彼は既に1月ピストルを注文していた）。彼はジャガーズ=チャイルズ=ストーヴァルから解雇された10日後の4月10日に暗殺を計画した。彼は水曜の夜を選択したが、理由はエドウィンの自宅付近の教会で礼拝が行われるため混雑が想像されたからであった。彼は目立たない様にし、逃走の際に群衆の混雑を利用しようとした。オズワルドはマリーナに対して彼が逮捕された場合のことを考えロシア語のメモを残した。オズワルドがおよそ30mの距離から発砲したとき、エドウィンは自宅の食堂にあった机の前に座っていた。銃弾は窓の木枠に当たってその軌道が逸れ、エドウィンは破片によって前腕を負傷しただけで済んだ。
当時捜査当局は、誰がエドウィンを殺そうとしたのか分からなかった。その一方でマリーナは、オズワルドがバスタブで暗殺計画メモを燃やすのを見たものの、オズワルドがエドウィンもしくは他の人を再び殺そうとした時点で警察に提出すればいいと考え、彼が料理本の中に残したメモを隠すことにした。結局、エドウィン暗殺未遂へのオズワルドの関与はケネディ大統領暗殺事件後に当局がノートと数枚の写真を発見するまで分からなかった。弾丸は弾道テストをするにはひどく破損しすぎていたが、後に中性子活性化試験によってケネディを殺した物と同じメーカー製であることが判明した。

## AP通信社訴訟
エドウィンはその保守的見解に対するネガティブな報道に怒り、様々な報道機関に対する名誉毀損訴訟を起こし始めた。そのうちの一つであるAP通信社に対する訴訟（388 U.S. 130（1967））は連邦最高裁まで争われた。しかし判決はAP通信社がエドウィンに関して行った報道に関して無罪であるというものであった。法廷は実際の悪意を証明することができない限り、公務員が損害賠償を請求することはできないと言う判例を持ち出し、公人に対してもこれを適用した。

## その他
- 1976年6月23日にダラス公園の洗面所で公然猥褻罪で逮捕された。彼はこれに異議を唱えず、1,000ドルの罰金を科された。
- 映画『五月の七日間』に登場する空軍将軍ジェームズ・マットーン・スコットのモデルとされた。
- 軍を退役せず辞職したため、年金を受け取ることができなかった。軍は1982年に彼の年金受給権を復活させた。